# おとなのかがく
『おとなのかがく』は、Studio Q-Li製作の2014年公開のドキュメンタリー映画作品。

## ストーリー
大人の科学マガジンの付録が日本・台湾・中国という3つの国の職人たちの手を経て開発される過程を描く。

## 登場人物
永岡昌光
付録の開発者
西村俊之
『大人の科学マガジン』編集長
テオ・ヤンセン
オランダの作家

## スタッフ
- 監督 - 忠地裕子
- 撮影・録音 - 藤井遼介、忠地裕子、源川京子
- 編集 - 藤井遼介
- 配給 - Studio Q-Li